# (10393) 1997 RF8
(10393) 1997 RF8  es un asteroide perteneciente al cinturón de asteroides, descubierto el 4 de septiembre de 1997 por Tetsuo Kagawa y Takeshi Urata desde el Observatorio Gekko, en Japón.

## Designación y nombre
Designado provisionalmente como 1997 RF8.

## Características orbitales
1997 RF8 orbita a una distancia media del Sol de 2,635 ua, pudiendo acercarse hasta 1,983 ua y alejarse hasta 3,287 ua. Tiene una excentricidad de 0,247 y una inclinación orbital de 13,028° grados. Emplea en completar una órbita alrededor del Sol 1562,27 días.

## Características físicas
Su magnitud absoluta es 13,97. Tiene 7,353 km de diámetro. Su albedo se estima en 0,108. 